# TV Endingen
Der TV Endingen ist ein Schweizer Turnverein in Endingen. Bekannt ist er vor allem durch seine Handballabteilung, deren erste Mannschaft 2021 ausgegliedert, zu Handball Endingen umbenannt und 2023 mit dem STV Baden zur HSG Baden-Endingen fusioniert wurde. Die bekannteste Rivalität besteht mit dem HSC Suhr Aarau, bekannt als Aargauer Derby.

## Gesamtverein

### Gründung, Sektionen
Der Turnverein wurde 1904 gegründet. Neben der Handballabteilung existieren Jugendriege, Geräteturner, Polysportives Turnen und Volleyball.

### Präsidenten
Quelle: TV Endingen (Stand: Oktober 2024)
| Name(n)                          | von  | bis  | Jahre | Jahre Total |
| -------------------------------- | ---- | ---- | ----- | ----------- |
| Adolf Werder / Fritz Bächli      | 1904 | 1905 | 1     | 1           |
| Wilhelm Hauenstein               | 1905 | 1906 | 1     | 3           |
| Fritz Bächli                     | 1906 | 1907 | 1     | 1           |
| Robert Hauenstein                | 1907 | 1909 | 2     | 2           |
| Wilhelm Hauenstein               | 1909 | 1911 | 2     | 3           |
| Johann Mathis                    | 1911 | 1918 | 7     | 7           |
| Emil Meier                       | 1918 | 1920 | 2     | 5           |
| Ernst Hauenstein                 | 1920 | 1923 | 3     | 3           |
| Emil Meier                       | 1923 | 1924 | 1     | 5           |
| Josef Keller                     | 1924 | 1930 | 6     | 6           |
| Emil Meier                       | 1930 | 1932 | 2     | 5           |
| Jakob Schindelholz               | 1932 | 1934 | 2     | 2           |
| Erwin Weiss                      | 1934 | 1935 | 1     | 1           |
| Karl Hauenstein                  | 1935 | 1939 | 4     | 4           |
| Hans Fäs                         | 1939 | 1944 | 5     | 5           |
| Gotthilf Arber                   | 1944 | 1946 | 2     | 2           |
| Willy Bächli                     | 1946 | 1948 | 2     | 2           |
| Hans Meier                       | 1948 | 1952 | 4     | 4           |
| Fridolin Keller                  | 1952 | 1961 | 3     | 3           |
| Josef Spuler                     | 1961 | 1963 | 2     | 2           |
| Alex Bühler                      | 1963 | 1964 | 1     | 1           |
| Bruno Hauenstein                 | 1964 | 1968 | 4     | 4           |
| Viktor Laube                     | 1968 | 1983 | 15    | 15          |
| Felix Hauenstein                 | 1983 | 1989 | 6     | 6           |
| Benjamin Spuler                  | 1989 | 1995 | 6     | 6           |
| Christin Bärlocher               | 1995 | 1998 | 3     | 3           |
| Martin Hitz                      | 1998 | 2003 | 5     | 8           |
| Christian Villiger               | 2003 | 2006 | 3     | 3           |
| Martin Hitz                      | 2006 | 2009 | 3     | 8           |
| Werner Locher / Christoph Spuler | 2009 | 2012 | 3     | 3           |
| Christoph Spuler                 | 2012 |      | 12    | 15          |

## Die Handballabteilung

### Geschichte der Handballabteilung

#### Anfänge
Die Geschichte der Handballabteilung begann mit der Wintermeisterschaft 1971/72, mit Heinz Schärer als Trainer, dabei gelang ein Sieg.
1973 erlangten die B-Junioren den ersten Meistertitel für den TV Endingen.

#### Glorreiche 90er
In der Saison 1995/96 stieg der TVE unter der Regie des Trainerduos Toni Hasler und Werner Locher in die Nationalliga A auf. Die 2. Mannschaft stieg zugleich in die 1. Liga auf.
Die A-Junioren erreichten mehrere Mal den Vizemeistertitel und etablierten sich im A-Inter.
Die B-Junioren stiegen in der Saison 1997/98 in die B-Inter-Klasse auf.

Logo der 1. Mannschaft 2021–2023

#### Handball Endingen
Der Spitzenhandball wurde auf die Saison 2021/22 vom Turnverein Endingen ausgegliedert und in eine neue Aktiengesellschaft Handball Aargau Ost AG überführt. Es wurden 1000 Namenaktien à je 250 CHF ausgegeben. Ab der Handball League Saison 2021/22 trat die erste Mannschaft des TV Endingen unter dem neuen Namen Handball Endingen an. Zusätzlich wurde ein neues Logo für die erste Mannschaft vorgestellt.
Beim Turnverein Endingen verbleibt seither die damalige 2. Mannschaft, die in der 2. Liga spielt.

#### Fusion mit dem STV Baden zur HSG Baden-Endingen
2023 fusionierten Handball Endingen und der STV Baden zur HSG Baden-Endingen. Die neue Mannschaft erreichte in ihrer ersten Saison 2023/24 nur den enttäuschenden 6. Rang.
Werdegang des TV Endingen (Handball)
| Liga    | Datum                           |
| ------- | ------------------------------- |
| 4. Liga | 1971                            |
| 3. Liga | Sommer 1975                     |
| 2. Liga | Sommer 1977                     |
| 1. Liga | Winter 1984/85                  |
| NLB     | 1990                            |
| NLA     | 1995/96                         |
| NLB     | 2003/04                         |
| NLA     | 2007/08                         |
| NLB     | 2013/14                         |
| NLA     | 2017/18                         |
| NLB     | 2018/19                         |
| NLA     | 2019/20                         |
| NLB     | 2021/22 (als Handball Endingen) |

### Kader der Saison 2016/17
Quelle: TV Endingen (Stand: März 2017)
| Nr. | Nation    | Name                   | Position              | Geburtsdatum      | Geburtsort                          | Gewicht | Grösse | seit | Vertrag bis | Letztes Team       |
| --- | --------- | ---------------------- | --------------------- | ----------------- | ----------------------------------- | ------- | ------ | ---- | ----------- | ------------------ |
| 5   | Schweiz   | Lukas Riechsteiner     | Rückraum Mitte        | 22. Mai 1992      | Endingen, Schweiz                   | 83 kg   | 184 cm | 2010 |             | Handball Brugg     |
| 7   | Schweiz   | Tano Baumann           | Flügel links          | 10. Oktober 1997  | Schönenwerd, Schweiz                | 79 kg   | 180 cm | 2016 |             | HSC Suhr Aarau     |
| 9   | Schweiz   | Philipp Wildi          | Flügel rechts         | 3. Juni 1995      | Schafisheim, Schweiz                | 76 kg   | 176 cm | 2016 |             | HSC Suhr Aarau     |
| 10  | Schweiz   | Simon Huwyler          | Kreisläufer           | 21. März 1991     | Tegerfelden, Schweiz                | 93 kg   | 192 cm | 2008 |             | Junior             |
| 11  | Serbien   | Nemanja Sudzum         | Rückraum rechts       | 6. Februar 1983   | Belgrad, Serbien                    | 88 kg   | 188 cm | 2012 |             | RK "Crvena Zvezda" |
| 12  | /         | Dario Ferrante         | Torhüter              | 13. November 1993 | Rom, Italien                        | 95 kg   | 192 cm | 2010 |             | Junior             |
| 13  | Schweiz   | Christian Riechsteiner | Rückraum links, Mitte | 26. April 1990    | Endingen, Schweiz                   | 90 kg   | 192 cm | 2006 |             | Junior             |
| 15  | /         | Michael Romanov        | Rückraum links        | 25. April 1993    | Hückeswagen, Deutschland            | 89 kg   | 188 cm | 2015 | 2017        | Bergischer HC      |
| 19  | Slowenien | Leonard Pejkovic       | Kreisläufer           | 18. Oktober 1990  | Ljubljana, Slowenien                | 96 kg   | 185 cm | 2011 |             | RD Slovan          |
| 20  | Schweiz   | Maximilian Feldmann    | Rückraum links, Mitte | 21. Juni 1996     | Schweiz                             | 74 kg   | 187 cm | 2015 |             | Junior             |
| 22  | Schweiz   | Lukas Schubnell        | Flügel rechts         | 21. April 1990    | Schweiz                             | 90 kg   | 183 cm | 2006 |             | Junior             |
| 24  | Schweiz   | Christian Amrein       | Torhüter              | 19. Januar 1994   | Sursee, Schweiz                     | 94 kg   | 197 cm | 2015 |             | BSV Borba Luzern   |
| 29  | Schweiz   | Sebastian Kündig       | Flügel links          | 25. Februar 1993  | Bad Zurzach, Schweiz                | 82 kg   | 181 cm | 2010 |             | Junior             |
| 31  | /         | Armin Sarač            | Rückraum links, Mitte | 8. August 1990    | Banja Luka, Bosnien und Herzegowina | 98 kg   | 198 cm | 2015 |             | HSC Suhr Aarau     |
| 32  | Schweiz   | Jonathan Knecht        | Rückraum rechts       | 3. August 1993    | Küttigen, Schweiz                   | 91 kg   | 184 cm | 2015 |             | SC Siggenthal      |

| - Tano Baumann (HSC Suhr Aarau) - Philipp Wildi (HSC Suhr Aarau) | - Luca Gottardi (Rücktritt) - Karlo Ladan (TV Möhlin) - Anré Willimann (Wacker Thun) |

### Bekannte ehemalige Spieler
| - Claudio Boccareli - Urs Eggenberger - Sandu Iacob - Mike Knecht - Mike Luggen - Andrija Pendic - Stefan Schärer (Fahnenträger an den Olympischen Spielen 1996, Sohn von Hein Schärer) |

### Trainer
Quelle: TV Endingen (Stand: März 2017)
| Name(n)                          | von          | bis          | Spiele |
| -------------------------------- | ------------ | ------------ | ------ |
| Joaquin Azpeitia                 | 1971         | 1971         |        |
| Heinz Schärer                    | 1971         | 1980         |        |
| Hans Müller                      | 1980         | 1985         |        |
| Werner Locher                    | 1985         | 1991         |        |
| Heinz Schärer                    | 1991         | 1992         |        |
| Christoph Bopp                   | 1992         | 1995         |        |
| Toni Hasler / Werner Locher      | 1995         | 1997         |        |
| Daniel Zobrist / Stefan Künzi    | 1997         | 2000         |        |
| Halid Demirovic                  | 2000         | 2001         |        |
| Samir Sarac                      | 2001         | 2004         |        |
| Jörg Krewinkel                   | 2004         | Mai 2005     |        |
| Daniel Zobrist                   | Juni 2005    | Mai 2007     |        |
| Werner Locher                    | Februar 2006 | Mai 2006     |        |
| Josef Eles                       | Juni 2007    | Februar 2008 |        |
| Wädi Müller                      | Februar 2008 | Mai 2008     |        |
| Zoltan Cordas                    | Juni 2008    | Mai 2014     |        |
| Zoltan Cordas / Claude Bruggmann | Mai 2014     | Mai 2015     |        |
| Michael Spuler / Fabian Ammann   | Juni 2015    | Juni 2016    |        |
| Peter Szilagyi / Arak Kin        | Juli 2016    |              |        |